# Laboratoire national d'Argonne
Pour les articles homonymes, voir ANL.
Le laboratoire national d'Argonne (en anglais Argonne National Laboratory ou ANL) est l'un des plus importants laboratoires de recherche des États-Unis, créé par le gouvernement fédéral des États-Unis le 1er juillet 1946 pour poursuivre la recherche et développement dans le domaine de l'utilisation de l'énergie nucléaire.
Argonne est le centre d'origine des recherches nucléaires aux États-Unis. Il est issu du projet Manhattan pendant la Seconde Guerre mondiale et, au début, était sous la direction d’Enrico Fermi qui avait dirigé les travaux de recherche pour achever la première  réaction en chaîne de fission nucléaire contrôlée menés à l’université de Chicago. Parmi les employés originels d'Argonne, plusieurs ont participé, avant de travailler pour Argonne, au projet Manhattan.

## Situation
L'Argonne National Laboratory est situé sur un terrain de 6,9 km2, à 40 km au sud-ouest de Chicago sur l'autoroute Interstate 55, dans le comté de DuPage, Illinois.
En étendue, il s'agit du plus grand laboratoire du Midwest : il fait environ deux fois la taille du Fermilab voisin, lequel abrite le deuxième plus grand accélérateur de particules très haute puissance mondial.
Le laboratoire est géré par l'UChicago Argonne, LLC, composé de l'université de Chicago, du groupe Jacobs Engineering et de la société BWX Technologies (BWXT).

## Histoire

### Origines
Argonne a commencé en 1942 sous le nom de Metallurgical Laboratory (Met Lab), qui était la contribution au projet Manhattan de l'Université de Chicago. Le Met Lab a construit Chicago Pile-1, le premier réacteur nucléaire au monde, sous les tribunes du stade sportif de l'Université de Chicago. En 1943, le réacteur CP-1 a été reconstruit sous le nom de CP-2, dans les bois de Red Gate (en) (partie de la forêt d’Argonne (en)), une réserve forestière à l’extérieur de Chicago. Les installations de laboratoire construites à cet endroit sont appelées sous le nom de Site A.
Le 1er juillet 1946, le site A du « Met Lab » a été officiellement rebaptisé Laboratoire national d’Argonne pour la « recherche coopérative en nucléonique ». À la demande de la Commission de l'énergie atomique des États-Unis, elle a commencé à développer des réacteurs nucléaires pour le programme d’énergie nucléaire pacifique du pays.
À la fin des années 1940 et au début des années 1950, le laboratoire a déménagé vers l’ouest dans un emplacement plus grand dans le comté de DuPage et a construit un site d'essais dans l’Idaho, appelé « Argonne-West », pour mener d’autres recherches nucléaires.

### Premières recherches
Les premiers efforts du laboratoire se sont concentrés sur le développement de conceptions et de matériaux pour produire de l’électricité à partir de réactions nucléaires. Le laboratoire a conçu et construit Chicago Pile-3 (1944), le premier réacteur modéré à eau lourde au monde, et EBR I (Chicago Pile-4) dans l’Idaho, qui a allumé une série de quatre ampoules avec la première électricité nucléaire au monde en 1951. Le réacteur des centrales BWR, aujourd’hui le deuxième modèle le plus populaire au monde, est issu des expériences BORAX (en).
Les connaissances acquises dans le cadre des expériences d’Argonne ont servi de base à la conception de la plupart des réacteurs commerciaux utilisés dans le monde entier pour la production d’électricité, et éclairent l’évolution actuelle de la conception des réacteurs à métal liquide pour les futures centrales électriques.
Pendant ce temps, le laboratoire a également aidé à concevoir le réacteur du premier sous-marin à propulsion nucléaire au monde, l’USS Nautilus, qui a navigué sur plus de 513 550 milles nautiques (951 090 km) et a fourni une base à la marine nucléaire des États-Unis.
Cependant, la technologie nucléaire n'a pas seulement été utilisée pour développer des réacteurs. En 1957, alors qu’il concevait un scanner pour les éléments combustibles des réacteurs, le physicien d’Argonne William Nelson Beck a mis son propre bras à l’intérieur du scanner et a obtenu l’une des premières images échographiques du corps humain. Les télémanipulateurs conçus pour manipuler des matières radioactives ont jeté les bases de machines plus complexes utilisées pour nettoyer les zones contaminées, les laboratoires scellés ou les grottes.
En plus des travaux nucléaires, le laboratoire a effectué des recherches fondamentales en physique et en chimie. En 1955, les chimistes d’Argonne ont co-découvert les éléments einsteinium et fermium, éléments 99 et 100 du tableau périodique.
1960-1995

### 1960-1995

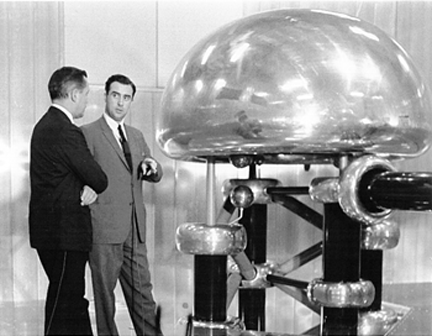
Albert Crewe (à droite), le troisième directeur d’Argonne, se tient à côté du générateur Cockcroft-Walton du.

En 1962, les chimistes d’Argonne ont produit le premier composé du xénon, un gaz noble inerte, ouvrant ainsi un nouveau champ de recherche sur les liaisons chimiques. En 1963, ils ont découvert l’électron solvaté.
Argonne a été choisie comme site du Synchrotron à gradient nul (en) de 12,5 GeV, un accélérateur de protons qui a ouvert ses portes en 1963. Une chambre à bulles a permis aux scientifiques de suivre les mouvements des particules subatomiques lorsqu’elles se déplaçaient dans la chambre ; plus tard, ils ont observé le neutrino dans une chambre à bulles d’hydrogène pour la première fois.
En 1964, le réacteur « Janus » a été inauguré pour étudier les effets des rayonnements neutroniques sur la vie biologique, ce qui a permis d’établir des lignes directrices sur les niveaux d’exposition sûrs pour les travailleurs des centrales électriques, des laboratoires et des hôpitaux. Les scientifiques d’Argonne ont mis au point une technique d’analyse de la surface de la Lune à l’aide du rayonnement alpha, qui a été lancée à bord du Surveyor 5 en 1967 et a ensuite analysé des échantillons lunaires de la mission Apollo 11.
En 1978, l’Argonne Tandem Linear Accelerator System (en) (ATLAS) a ouvert ses portes en tant que premier accélérateur supraconducteur au monde pour les projectiles plus lourds que l’électron.
Les essais d’ingénierie nucléaire au cours de cette période comprenaient le réacteur expérimental à eau bouillante, le précurseur de nombreuses centrales nucléaires modernes, et le réacteur surgénérateur expérimental II (EBR-II), qui était refroidi au sodium et comprenait une installation de recyclage du combustible. EBR-II a ensuite été modifié pour tester d’autres conceptions de réacteurs, y compris un réacteur à neutrons rapides et, en 1982, le concept de réacteur rapide intégral (en), une conception révolutionnaire qui retraitait son propre combustible, réduisait ses déchets et résistait aux tests de sécurité des mêmes défaillances qui ont déclenché les catastrophes de Tchernobyl et de Three Mile Island. En 1994, cependant, le Congrès des États-Unis a mis fin au financement de la majeure partie des programmes nucléaires d’Argonne.
Argonne s’est spécialisée dans d’autres domaines, tout en capitalisant sur son expérience en physique, en sciences chimiques et en métallurgie. En 1987, le laboratoire a été le premier à démontrer avec succès une technique pionnière appelée accélération par champ de sillage du plasma, qui accélère les particules sur des distances beaucoup plus courtes que les accélérateurs conventionnels. Il a également conduit un solide programme de recherche sur les batteries.
À la suite d’une forte insistance du directeur de l’époque, Alan Schriesheim, le laboratoire a été choisi comme site de l’Advanced Photon Source, une importante installation de rayons X qui a été achevée en 1995 et a produit les rayons X les plus brillants au monde au moment de sa construction.

### Depuis 1995
Le laboratoire a continué à se développer en tant que centre de recherche sur l’énergie, ainsi qu’en tant que site d’installations scientifiques trop grandes pour être hébergées dans les universités.
Au début des années 2000, l’Argonne Leadership Computing Facility a été fondé et a accueilli plusieurs superordinateurs, dont plusieurs se sont classés parmi les 10 plus puissants au monde au moment de leur construction. Le laboratoire a également construit le Center for Nanoscale Materials (en) pour mener des recherches sur les matériaux à l’échelle atomique ; et a considérablement élargi ses programmes de recherche sur les batteries et de technologie quantique.
Le Chicago Tribune a rapporté en mars 2019 que le laboratoire construisait le supercalculateur le plus puissant du monde, appelé Aurora. D’un coût de 500 millions de dollars, il aura une puissance de traitement équivalente à 1000 PétaFLOPS. Les applications comprendront l’analyse des étoiles et l’amélioration du réseau électrique.

## Missions

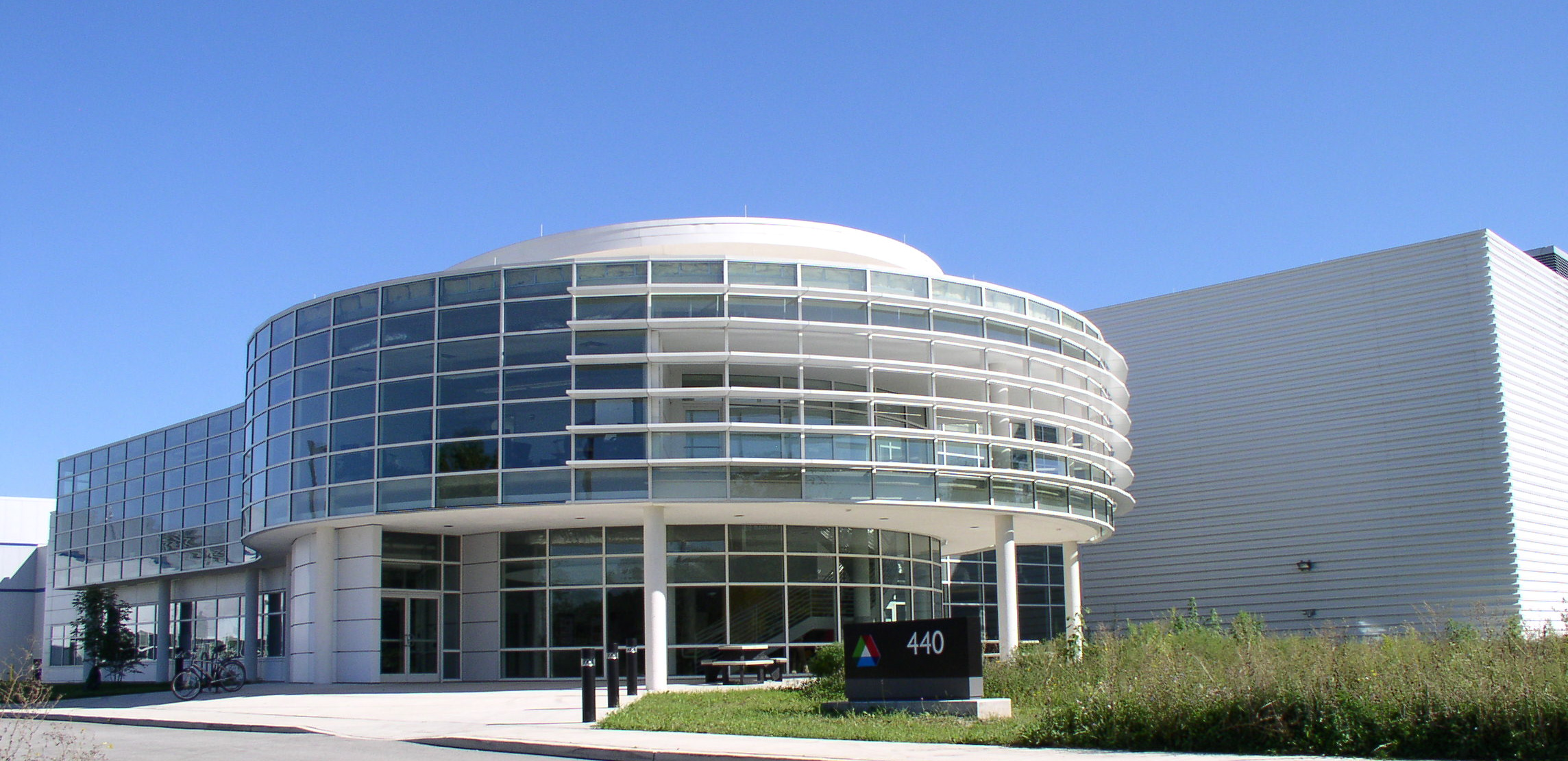
Le Center for Nanoscale Materials d'Argonne.

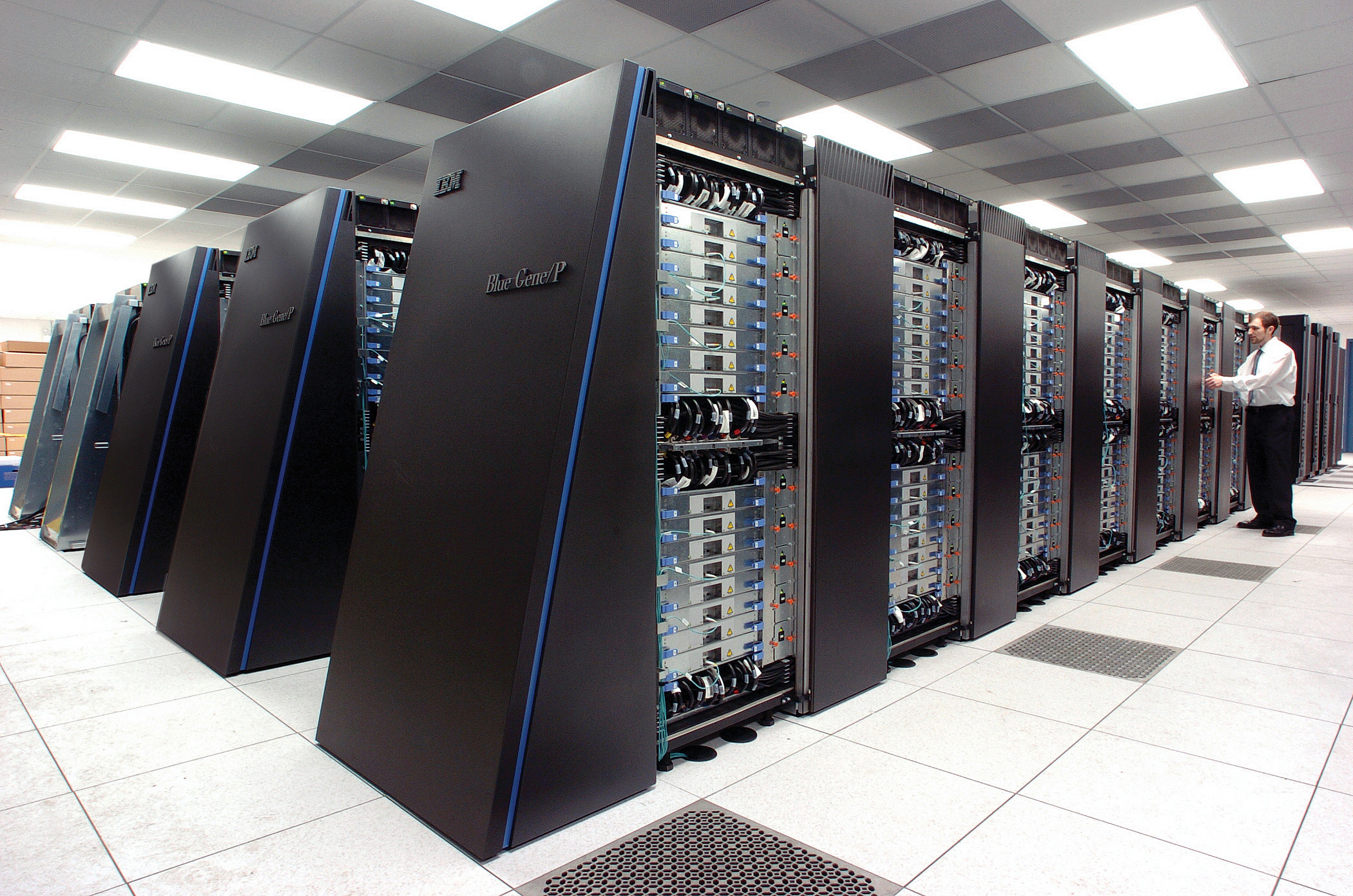
Le superordinateur IBM Blue Gene/P de l'Argonne National Laboratory fonctionne avec 250000 processeurs utilisant un système de refroidissement standard par air, groupé dans 72 racks/cabinets et interconnectés par un réseau de fibre optique à haute vitesse (2007).

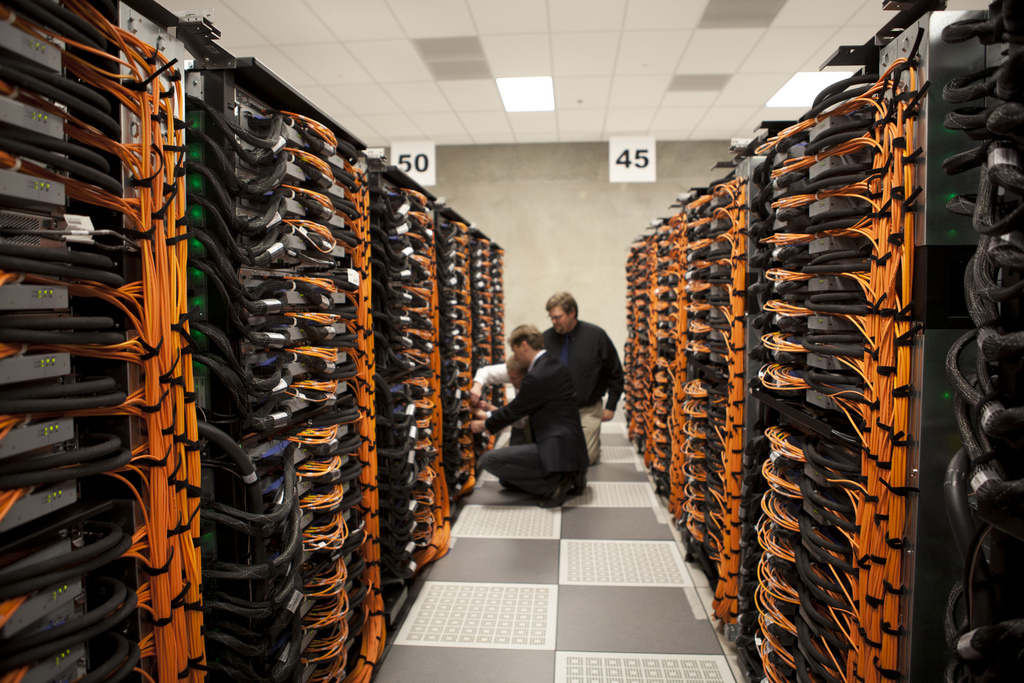
Supercalculateur IBM Blue Gene/Q d'Argonne (2013).

Argonne se concentre actuellement sur quatre secteurs principaux.
- Recherche fondamentale sur les sciences de l'Univers. Argonne mène des recherches empiriques et théoriques en science physique, biologie, et sciences de l'environnement.
- Technologies énergétiques. Le labo travaille à développer et évaluer les sciences et les techniques avancées de l'énergie.
- Recherche & développement de solutions aux problématiques environnementales. Argonne s'applique à modéliser et résoudre les problèmes environnementaux des États-Unis et à promouvoir la gestion environnementale.
- Formation. Les chercheurs et les ingénieurs d'Argonne prennent part à la formation d'environ 1 000 étudiants de deuxième cycle et de chercheurs post-doctorat, comme part intégrante de leurs activités annuelles. C'est dans cette optique que l'Argonne National Laboratory a récemment été choisi pour accueillir l'IBM Blue Gene/P, le premier superordinateur dont la puissance de calcul dépasse le pétaFLOP[15].

## Argonne dans les médias
Des parties importantes du film d'action Poursuite (1996) ont été filmées dans la Zero-Gradient Synchrotron ring room et dans l'ancien Continuous Wave Deuterium Demonstrator laboratory.